# Elfata
Elfata ou Ifata (en oromo : Ilfata) est un woreda du centre-ouest de l'Éthiopie situé dans la zone Ouest Shewa de la région Oromia. Détaché du woreda Dendi au début des années 2000, il a 57 389 habitants en 2007 et son centre administratif est Beke.
Beke se situe à près de 2 600 m d'altitude une trentaine de kilomètres à vol d’oiseau au nord d'Ambo.
Le woreda est entouré dans la zone Ouest Shewa par Jeldu, Dendi et Ambo Zuria,.
Le recensement national de 2007 fait état pour ce woreda d'une population de 57 389 habitants dont 3 % de citadins qui sont les 1 898 habitants de Beke. Près de 48 % des habitants du woreda sont orthodoxes, 43 % sont protestants et 9 % sont de religions traditionnelles africaines.
En 2022, sa population est estimée à 81 516 personnes avec une densité de population de 183 personnes par km2 et 445 km2 de superficie.